# Andrea Appiani
(Giovanni Berchet)
Giovanni Andrea Melchiorre Appiani (Milano, 31 maggio 1754 – Milano, 8 novembre 1817) è stato un pittore italiano.
Alfiere del neoclassicismo in Italia, fu uno dei maggiori esponenti di quel periodo compreso tra l'Illuminismo e le vicende napoleoniche, grazie alla specificità espressiva del suo stile, vero e proprio trait d'union tra la morbidezza del tratto leonardesco e la grazia del classicismo. Nel 1807 viene nominato direttore della Pinacoteca di Brera.

## Biografia
È lo stesso Appiani, in una feroce invettiva rivolta al padre, a darci indicazioni del disagio che nutriva nei confronti della medicina, e di come preferisse dedicarsi agli studi artistici:

### Giovinezza
Andrea Appiani nacque a Milano il 31 maggio 1754 dal medico Antonio Appiani e da Marta Maria Liverta. Battezzato nella parrocchia di San Carpoforo con i nomi di Giovanni, Andrea e Melchiorre, il padre sperava di farne un buon medico: nel 1769-70, quand'aveva quindici anni, non era però ancora arrivato a studiare «rettorica» nelle scuole pubbliche di Milano che già si manifestò in lui la vocazione artistica, suscitata dalla copia di numerose stampe e dal disegno di qualche testa dal vivo. Fu per questo motivo che il padre, nel 1769, allocò il giovane figlio dapprima sotto la guida di un «maestro mediocrissimo», e poi nella scuola privata di Carlo Maria Giudici, pittore e scultore di vaglia che allora godeva in città di una distinta notorietà, anche grazie al sodalizio con Anton Raphael Mengs. Negli anni in cui fu allievo del Giudici l'apprendista pittore poté ampliare la propria cultura figurativa e ricevere i primi rudimenti del disegno, studiando e riproducendo le opere dei grandi maestri rinascimentali, quali Raffaello Sanzio e Giulio Romano. Frequentò poi lo studio all'Accademia Ambrosiana del frescante Antonio De Giorgi, con il quale approfondì pittura a confronto diretto col modello di Leonardo e del Luini; passò quindi all'atelier di Martin Knoller, che gli trasmise le tecniche dell'affresco e del chiaroscuro. Lasciò il Knoller per Giuliano Traballesi, dal gusto spiccatamente più barocco: fu per questo che Appiani non apprezzò i suoi insegnamenti, tanto che fra i camerati godeva fama di «seccone». Ciò malgrado, in questo giro d'anni poté stringere amicizia con le più eminenti personalità artistiche del tempo: Gaetano Monti, condiscepolo di anatomia presso l'Ospedale Maggiore, gli fu amico per tutta la vita; Piermarini, Aspari, Parini (anche la famiglia Appiani, tra l'altro, era originaria di Bosisio), Albertolli, e pure il Monti ed il Foscolo, benché conosciuti più tardi, furono tutti tra i suoi intimi.
Mortogli il padre, Appiani attraversò un periodo segnato da vicissitudini e sofferenze, e per vivere dovette adattarsi a lavori diversi per ritrarne mezzo di sussistenza: dipinse scene e costumi per il teatro alla Scala, decorò carrozze, eseguì fiori su seta. Il termine di questo periodo di attività spuria buona a toutfaire venne sancito dall'esecuzione dei Santi Vitale e Valeria, Gervasio e Protasio per la chiesa di Caglio (1777), con la quale iniziò ad affermarsi presso il grosso pubblico. In questi anni realizzò anche quattro tempere per il conte Ercole Silva raffiguranti il Ratto di Europa (1778-79), una Natività per la Collegiata di Santa Maria ad Arona (1782), ed affreschi al palazzo Diotti (oggi sede della prefettura di Milano) e alla chiesa parrocchiale di Rancate; grazie ai lavori bozzettista e scenografo alla Scala, inoltre, ebbe modo di visitare Firenze su invito di Domenico Chelli. Anche nel quinquennio tra il 1786 e il 1790 Appiani venne febbrilmente assorbito nell'attività di decoratore, che lo vide impegnato al duomo di Monza (dove costruì nel 1798 l'Altare Maggiore), in palazzo Busca alle Grazie, in palazzo Litta, in casa Orsini Falcò, in palazzo Greppi e nella Villa Reale di Monza, nella cui Rotonda delle Serre eseguì il fondamentale ciclo della Storia d'Amore e Psiche per l'Arciduca Ferdinando d'Asburgo.

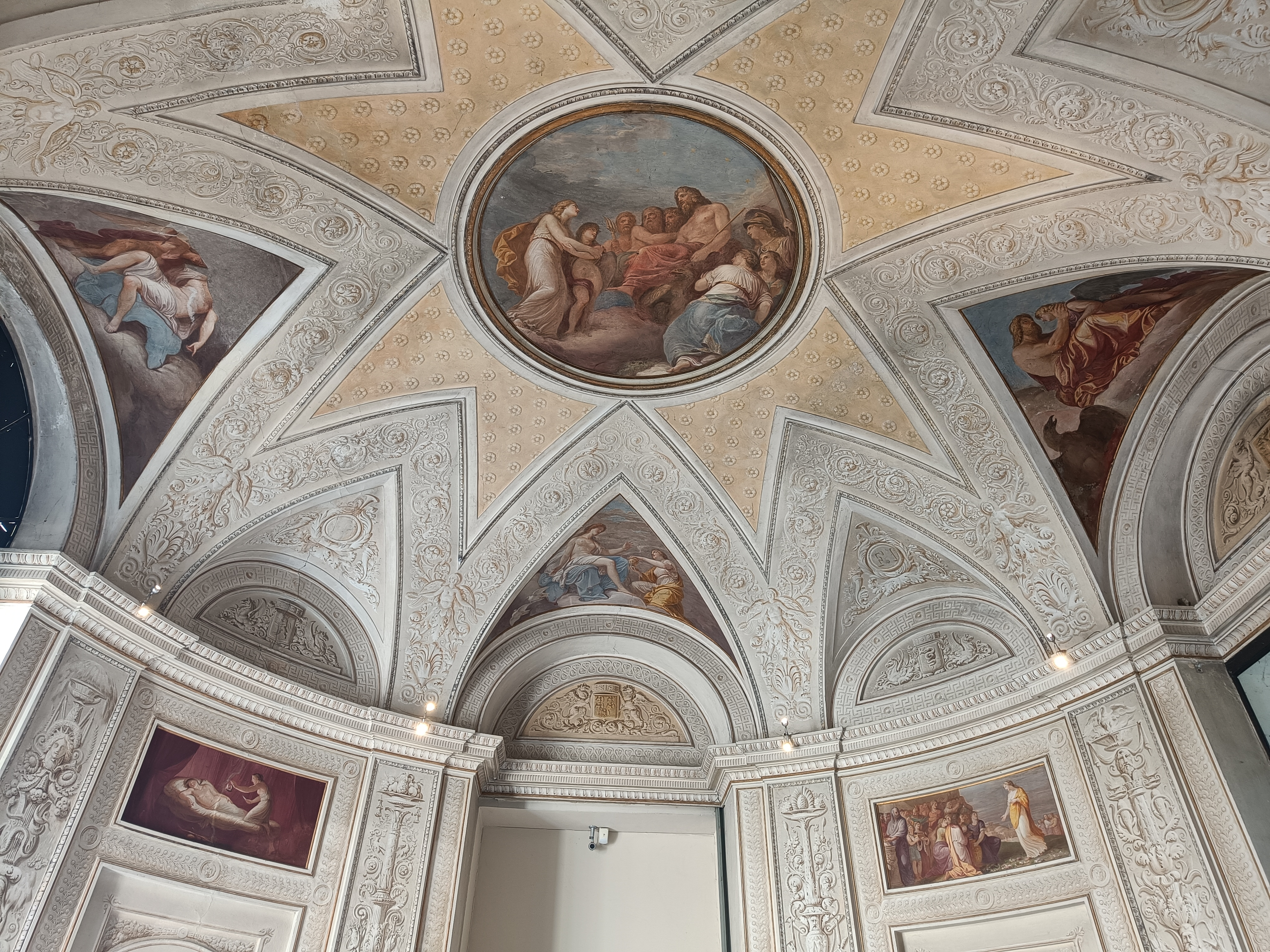
Villa Reale di Monza, Storie di Amore e Psiche, 1791

### L'astro napoleonico

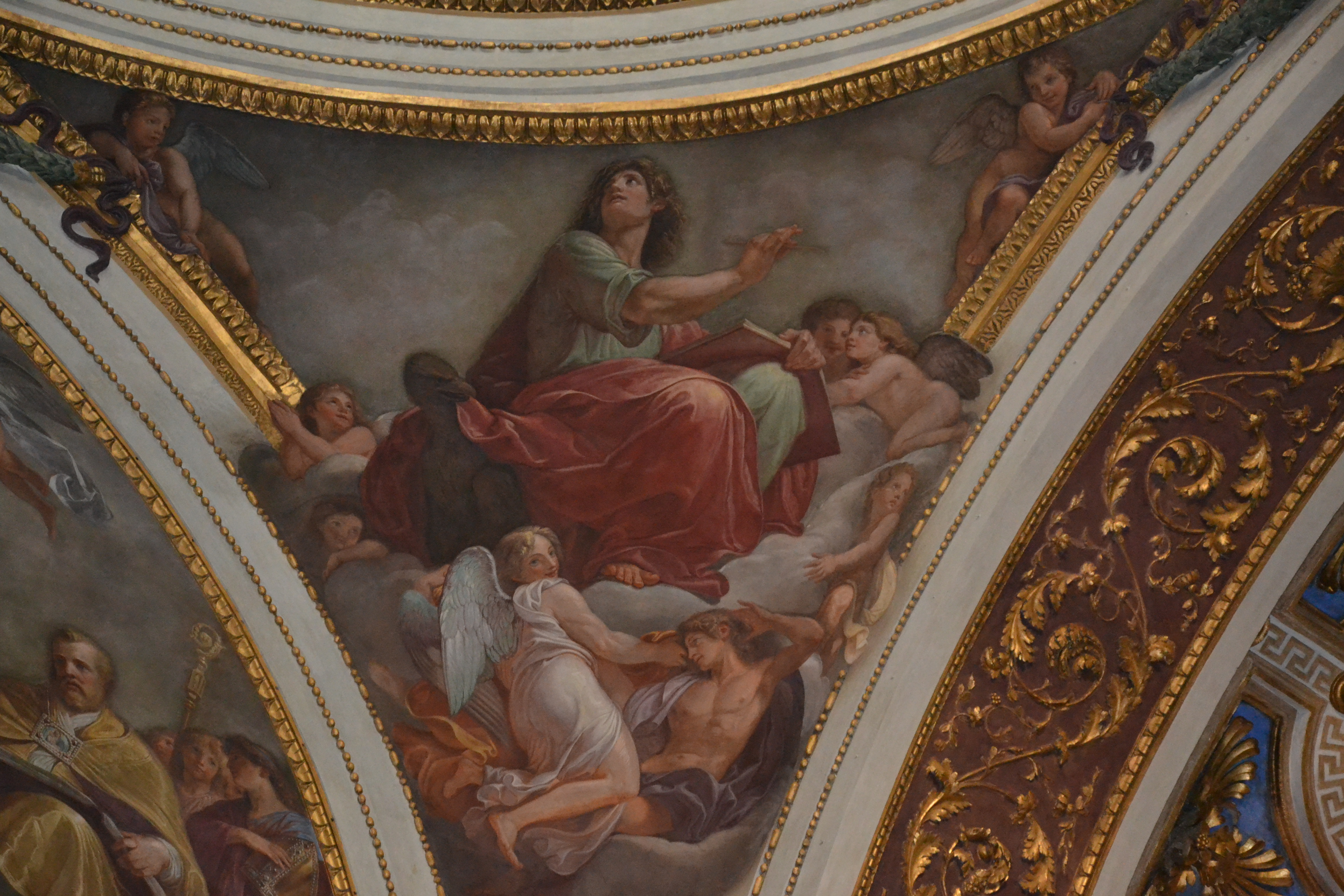
San Giovanni Evangelista, affresco in Santa Maria dei Miracoli a Milano

In questo stesso periodo Appiani si invaghì di Costanza Bernabei, già sua allieva; il matrimonio, che si rivelerà molto felice e sarà coronato dalla nascita di quattro figli, fu celebrato nel 1790. Intanto, nel 1791, poté visitare in un viaggio di perfezionamento artistico dalla durata di nove mesi Parma, Bologna e nuovamente Firenze, giungendo a Roma (dove ammirò Raffaello e la «grazia soave e di retta semplicità» delle pitture di Mengs custodite nella Biblioteca Vaticana) e infine a Napoli, dove rimase assai colpito dalla statuaria classica ivi esposta. I frutti di tanto arricchimento non poterono tardare, tanto che nel lustro successivo fu sostanzialmente impegnato nell'impresa degli affreschi sotto la cupola della chiesa di Santa Maria presso San Celso, coi quattro Dottori a fianco dei finestroni e i quattro Evangelisti nei pennacchi: l'esecuzione dell'opera, nonostante una sfortunata accoglienza, procurò subito al pittore milanese fama e nuove commissioni, minuziosamente elencate nel libro scritto dall'amico Giuseppe Beretta.

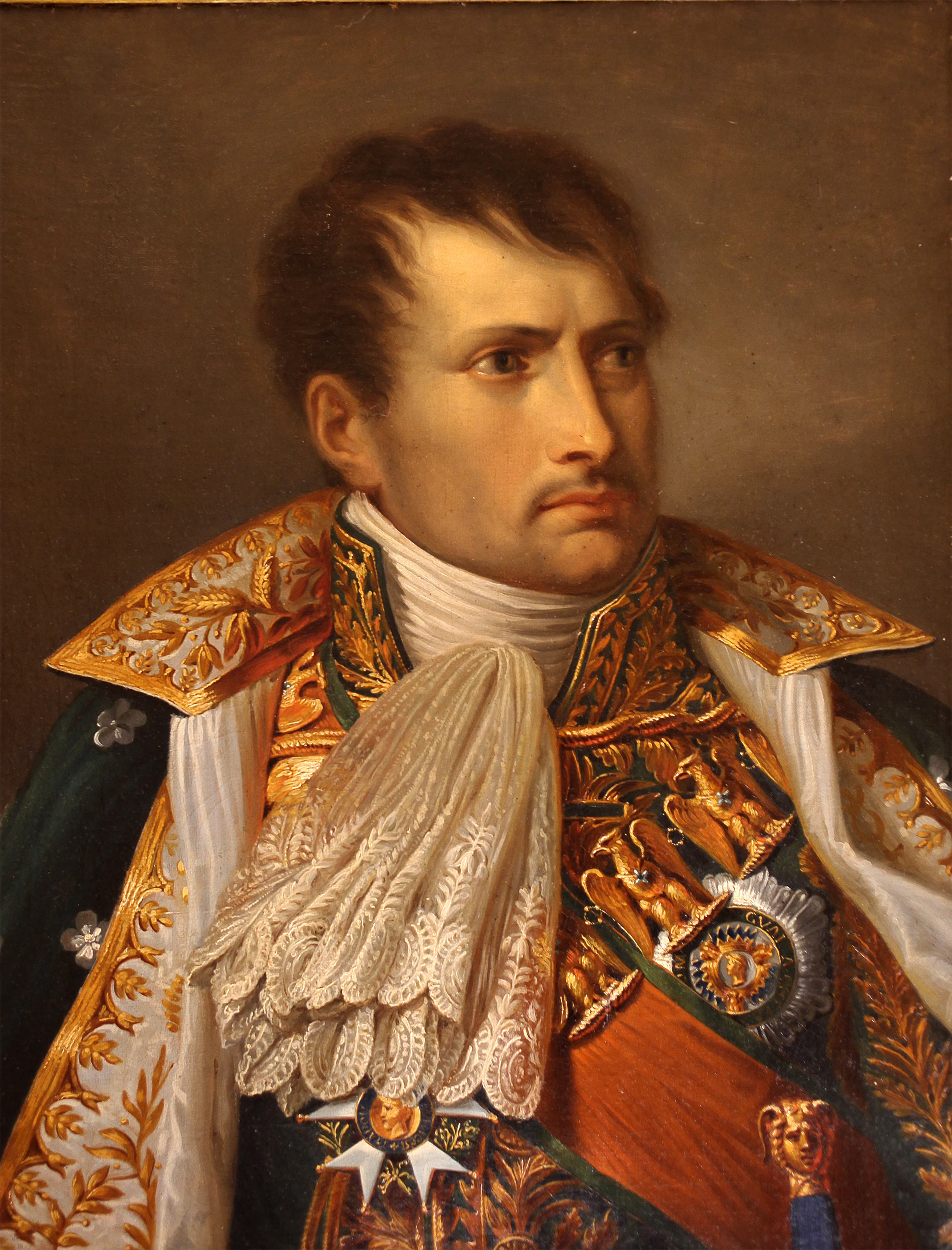
Ritratto di Napoleone Bonaparte, Pinacoteca Ambrosiana, Milano

La gloria, tuttavia, gli venne con il periodo cisalpino. Entrato Napoleone Bonaparte a Milano il 15 maggio 1796, entrò nelle sue grazie con un riuscitissimo ritratto a carbone e gessetto su carta brunella; l'appena ventisettenne generale gli conferì il titolo di «commissario superiore» per scegliere le migliori opere d'arte lombardo-venete da spedire a Parigi (incarico che evitò per via d'una malattia che lo colse a Verona), e gli affidò anche il disegno di testate, brevetti, allegorie repubblicane per proclami, carte ufficiali, e medaglie. L'anno successivo il generalissimo gli donò addirittura una casa sul Naviglio di San Marco, già proprietà di quei frati, valutata quarantamila lire milanesi. In questo periodo, in effetti, l'artista andò licenziando una cospicua mole di opere: dell'Appiani sono i disegni per la medaglia commemorativa dei comizi di Lione nel 1801, per la medaglia dopo l'attentato del 14 dicembre 1800, per la medaglia della battaglia di Marengo, per la medaglia dell'incoronazione a re d'Italia, per la medaglia delle vittorie del 1809, per la medaglia del secondo matrimonio di Napoleone nel 1810. Il monumento di Appiani più noto realizzato in questo periodo, tuttavia, fu la serie di affreschi che realizzò in onore dell'epopea napoleonica all'interno di Palazzo reale, culminante con l'Apoteosi dell'Imperatore, terminata nel 1808 e lodata anche da Stendhal, che scrisse che «la Francia non ha mai prodotto nulla di comparabile», opere distrutte durante i bombardamenti della seconda guerra mondiale. Malgrado fosse impegnato nella sua nuova impresa, Appiani dipinse comunque ritratti per i Litta, per Giovanni Battista Sommariva, per casa Galetti, per la chiesa di Oggiono, e ritratti aulici e di privati: del 1812 è il Parnaso, affrescato sulla volta della sala da pranzo della Villa Reale di Milano, su commissione del viceré Eugenio di Beauharnais, sua ultima opera d'impegno.
A moltiplicarsi sono anche gli incarichi accademici ottenuti dal pittore in questi anni: nel 1802 venne fatto commissario generale delle Belle Arti con 1.500 lire annue, mentre nel 1804 venne nominato addirittura primo pittore del re d'Italia con 15.000 lire annue, cavaliere della Legion d'Onore e della Corona ferrea e membro dell'Accademia di Brera.

### Gli ultimi anni e la morte

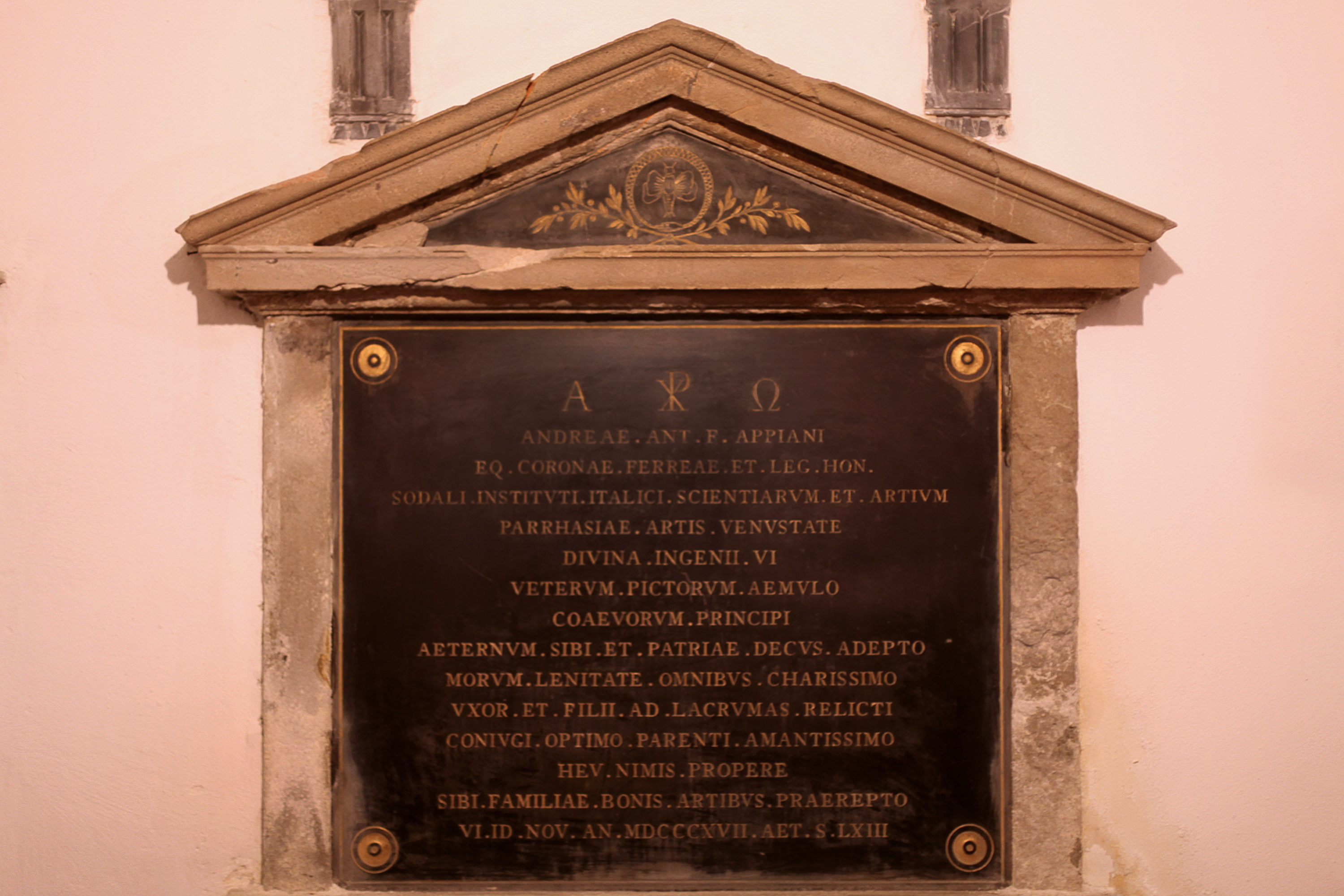
Lapide funeraria dell'Appiani, oggi nella cripta di San Gregorio Magno, Milano

Il 28 aprile 1813 fu un giorno assai funesto per l'Appiani: mentre infatti proseguiva l'intensa attività decorativa nel Palazzo Reale con la decorazione della sala di corte, fu colpito improvvisamente da un attacco apoplettico. Le sue facoltà motorie cominciarono lentamente a scemare, per poi giungere alla paralisi: l'artista, fra l'inerzia e il dolore, trascorse il resto della sua vita nell'abitazione meneghina a corso Monforte, per poi morire l'8 novembre 1817, due anni dopo l'effettivo tramonto dell'epoca napoleonica.

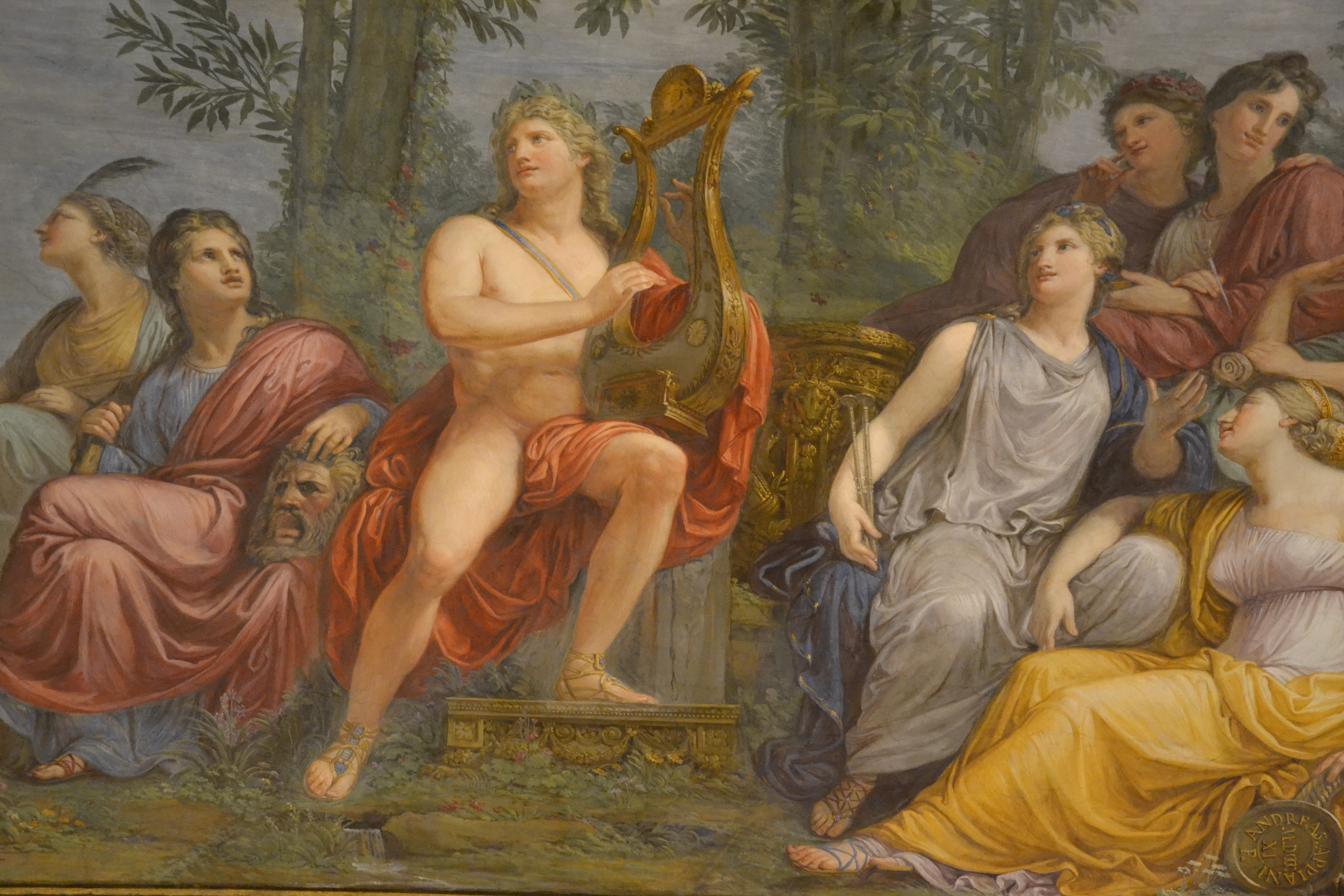
Parnaso, affresco, Villa reale, Milano

La scomparsa di Andrea Appiani suscitò unanime cordoglio, sia tra i contemporanei che tra i discepoli (Antonio De Antoni, Carlo Prajer, Angelo Monticelli, Giuseppe Bossi), tanto che la sua dimora presentò in quei giorni un grandissimo concorso di folla; i funerali, celebrati il 10 novembre 1817, furono solenni, e la salma venne riposta nel cimitero di San Gregorio, fuori da Porta Venezia, poi demolito alla fine dell'Ottocento. Sulla tomba parlò Giovanni Berchet, con un toccante elogio funebre:
Vi furono altre eminenti personalità del tempo a celebrare brevemente il merito di Appiani nell'arte. Nel 1826, a testimonianza del suo riconoscimento artistico, venne eretto un monumento marmoreo nelle sale di Brera, frutto dello scalpello di Thorvaldsen, e Longhi scrisse un altro elogio di lui. Sempre a Brera è esposto, a lato di quello del Canova, un altro busto ritraente l'Appiani, stavolta realizzato dal Marchesi.

### Massoneria
Massone, Andrea Appiani fu membro della Loggia milanese "La Concordia", fondata nel 1783 da Johann Joseph von Wilczek, dove risulta col grado di compagno in una lista degli iscritti del 1785 Durante l’era napoleonica, sotto il Grande Oriente d'Italia, appartenne alla loggia Amalia Augusta e successivamente fu maestro venerabile della loggia Royale Josephine. In quegli anni, ricoprì anche il ruolo di guardasigilli del Grande Capitolo Generale della Massoneria Italiana. Alla fondazione del Grande Oriente d’Italia a Milano nel 1805, venne nominato Grande Ufficiale in carica.

## L'uomoAppiani

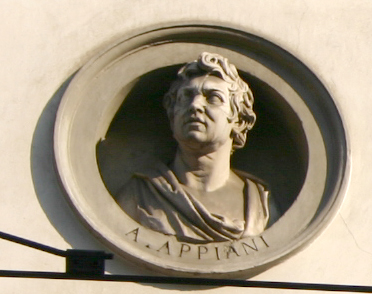
Busto di Andrea Appiani nella facciata di Palazzo Brentani a Milano

Il poeta Francesco Gianni, infine, offre con il suo Ritratto del cavaliere Andrea Appiani una descrizione dell'aspetto dell'artista assai vivida, delineandone anche l'influenza artistica esercitata su Appiani da Raffaello Sanzio e descrivendo il sorriso indice del carattere ironico dell'artista:

## Discendenza
Di seguito viene riportato l'albero genealogico di Andrea Appiani:
|  |  |  |  |                                     |                                     |                                     |                                     | Antonio Appiani                     | Antonio Appiani                     | Antonio Appiani | Antonio Appiani | Antonio Appiani | Antonio Appiani |                  |                  |                  |                  |                  |                  | Maria Liverta Jugali | Maria Liverta Jugali | Maria Liverta Jugali | Maria Liverta Jugali | Maria Liverta Jugali | Maria Liverta Jugali |                  |                  |  |  |  |  |                   |                   |                    |                    |                    |                    |                    |                    |  |  |  |  |                             |                             |                             |                             |                             |                             |                    |                    |                    |                    |                    |                    |
|  |  |  |  |                                     |                                     |                                     |                                     | Antonio Appiani                     | Antonio Appiani                     | Antonio Appiani | Antonio Appiani | Antonio Appiani | Antonio Appiani |                  |                  |                  |                  |                  |                  | Maria Liverta Jugali | Maria Liverta Jugali | Maria Liverta Jugali | Maria Liverta Jugali | Maria Liverta Jugali | Maria Liverta Jugali |                  |                  |  |  |  |  |                   |                   |                    |                    |                    |                    |                    |                    |  |  |  |  |                             |                             |                             |                             |                             |                             |                    |                    |                    |                    |                    |                    |
|  |  |  |  |                                     |                                     |                                     |                                     |                                     |                                     |                 |                 |                 |                 |                  |                  |                  |                  |                  |                  |                      |                      |                      |                      |                      |                      |                  |                  |  |  |  |  |                   |                   |                    |                    |                    |                    |                    |                    |  |  |  |  |                             |                             |                             |                             |                             |                             |                    |                    |                    |                    |                    |                    |
|  |  |  |  |                                     |                                     |                                     |                                     |                                     |                                     |                 |                 |                 |                 | Andrea Appiani   | Andrea Appiani   | Andrea Appiani   | Andrea Appiani   | Andrea Appiani   | Andrea Appiani   |                      |                      |                      |                      |                      |                      |                  |                  |  |  |  |  | Costanza Bernabei | Costanza Bernabei | Costanza Bernabei  | Costanza Bernabei  | Costanza Bernabei  | Costanza Bernabei  |                    |                    |  |  |  |  |                             |                             |                             |                             |                             |                             |                    |                    |                    |                    |                    |                    |
|  |  |  |  |                                     |                                     |                                     |                                     |                                     |                                     |                 |                 |                 |                 | Andrea Appiani   | Andrea Appiani   | Andrea Appiani   | Andrea Appiani   | Andrea Appiani   | Andrea Appiani   |                      |                      |                      |                      |                      |                      |                  |                  |  |  |  |  | Costanza Bernabei | Costanza Bernabei | Costanza Bernabei  | Costanza Bernabei  | Costanza Bernabei  | Costanza Bernabei  |                    |                    |  |  |  |  |                             |                             |                             |                             |                             |                             |                    |                    |                    |                    |                    |                    |
|  |  |  |  |                                     |                                     |                                     |                                     |                                     |                                     |                 |                 |                 |                 |                  |                  |                  |                  |                  |                  |                      |                      |                      |                      |                      |                      |                  |                  |  |  |  |  |                   |                   |                    |                    |                    |                    |                    |                    |  |  |  |  |                             |                             |                             |                             |                             |                             |                    |                    |                    |                    |                    |                    |
|  |  |  |  |                                     |                                     |                                     |                                     |                                     |                                     |                 |                 |                 |                 |                  |                  |                  |                  |                  |                  |                      |                      |                      |                      |                      |                      |                  |                  |  |  |  |  |                   |                   |                    |                    |                    |                    |                    |                    |  |  |  |  |                             |                             |                             |                             |                             |                             |                    |                    |                    |                    |                    |                    |
|  |  |  |  |                                     |                                     |                                     |                                     |                                     |                                     |                 |                 |                 |                 |                  |                  |                  |                  |                  |                  |                      |                      |                      |                      |                      |                      |                  |                  |  |  |  |  |                   |                   |                    |                    |                    |                    |                    |                    |  |  |  |  |                             |                             |                             |                             |                             |                             |                    |                    |                    |                    |                    |                    |
|  |  |  |  | Caroline Constance Marie-Antoinette | Caroline Constance Marie-Antoinette | Caroline Constance Marie-Antoinette | Caroline Constance Marie-Antoinette | Caroline Constance Marie-Antoinette | Caroline Constance Marie-Antoinette |                 |                 |                 |                 | Laetizia Appiani | Laetizia Appiani | Laetizia Appiani | Laetizia Appiani | Laetizia Appiani | Laetizia Appiani |                      |                      | Costanzo Appiani     | Costanzo Appiani     | Costanzo Appiani     | Costanzo Appiani     | Costanzo Appiani | Costanzo Appiani |  |  |  |  | Raffaele Appiani  | Raffaele Appiani  | Raffaele Appiani   | Raffaele Appiani   | Raffaele Appiani   | Raffaele Appiani   |                    |                    |  |  |  |  |                             |                             |                             |                             |                             |                             | Giuseppa Strigelli | Giuseppa Strigelli | Giuseppa Strigelli | Giuseppa Strigelli | Giuseppa Strigelli | Giuseppa Strigelli |
|  |  |  |  | Caroline Constance Marie-Antoinette | Caroline Constance Marie-Antoinette | Caroline Constance Marie-Antoinette | Caroline Constance Marie-Antoinette | Caroline Constance Marie-Antoinette | Caroline Constance Marie-Antoinette |                 |                 |                 |                 | Laetizia Appiani | Laetizia Appiani | Laetizia Appiani | Laetizia Appiani | Laetizia Appiani | Laetizia Appiani |                      |                      | Costanzo Appiani     | Costanzo Appiani     | Costanzo Appiani     | Costanzo Appiani     | Costanzo Appiani | Costanzo Appiani |  |  |  |  | Raffaele Appiani  | Raffaele Appiani  | Raffaele Appiani   | Raffaele Appiani   | Raffaele Appiani   | Raffaele Appiani   |                    |                    |  |  |  |  |                             |                             |                             |                             |                             |                             | Giuseppa Strigelli | Giuseppa Strigelli | Giuseppa Strigelli | Giuseppa Strigelli | Giuseppa Strigelli | Giuseppa Strigelli |
|  |  |  |  |                                     |                                     |                                     |                                     |                                     |                                     |                 |                 |                 |                 |                  |                  |                  |                  |                  |                  |                      |                      |                      |                      |                      |                      |                  |                  |  |  |  |  |                   |                   |                    |                    |                    |                    |                    |                    |  |  |  |  |                             |                             |                             |                             |                             |                             |                    |                    |                    |                    |                    |                    |
|  |  |  |  |                                     |                                     |                                     |                                     |                                     |                                     |                 |                 |                 |                 |                  |                  |                  |                  |                  |                  |                      |                      |                      |                      |                      |                      |                  |                  |  |  |  |  |                   |                   | altri sei fratelli | altri sei fratelli | altri sei fratelli | altri sei fratelli | altri sei fratelli | altri sei fratelli |  |  |  |  | Andrea Appiani "il giovane" | Andrea Appiani "il giovane" | Andrea Appiani "il giovane" | Andrea Appiani "il giovane" | Andrea Appiani "il giovane" | Andrea Appiani "il giovane" |                    |                    |                    |                    |                    |                    |
|  |  |  |  |                                     |                                     |                                     |                                     |                                     |                                     |                 |                 |                 |                 |                  |                  |                  |                  |                  |                  |                      |                      |                      |                      |                      |                      |                  |                  |  |  |  |  |                   |                   | altri sei fratelli | altri sei fratelli | altri sei fratelli | altri sei fratelli | altri sei fratelli | altri sei fratelli |  |  |  |  | Andrea Appiani "il giovane" | Andrea Appiani "il giovane" | Andrea Appiani "il giovane" | Andrea Appiani "il giovane" | Andrea Appiani "il giovane" | Andrea Appiani "il giovane" |                    |                    |                    |                    |                    |                    |

Si può notare come Appiani, da Costanza Bernabei, ebbe quattro figli: Caroline Constance Marie-Antoinette, Laetizia, Costanzo e Raffaele. Quest'ultimo, sposatosi con Giuseppa Strigelli, ebbe come primogenito un figlio di nome Andrea, spesso citato come «Andrea Appiani il Giovane» per distinguerlo dal grande avo. Nato a Milano nel 1817, Andrea Appiani il giovane ebbe come maestri Tommaso Minardi e Francesco Hayez, dal cui influsso elaborò il proprio stile personale, fondato su un purismo di maniera e un manierato romanticismo.  Fu, tuttavia, un pittore assai mediocre, per di più oppresso dalla celebrità del nonno: di lui, infatti, si hanno solo fuggevoli cenni e un poverissimo numero di opere, che si esaurisce in alcuni quadri storici (Corradino di Svevia sul patibolo, Il Ritrovamento di Mosè), in freddi ritratti e nella decorazione di palazzi e della chiesa di Bolbeno.